# SC Vorwärts-Wacker 04 Hamburg
SC Vorwärts-Wacker 04 Hamburg is een Duitse sportclub uit de stad Hamburg, in het stadsdeel Billstedt. De club is onder andere actief in badminton, boksen, gymnastiek, tafeltennis en voetbal. De club ontstond op 19 mei 1990 door de fusie tussen SV Wacker 04 Billstedt en SC Vorwärts.

## Geschiedenis

### SC Vorwärts
SC Vorwärts Schiffbek werd in 1913 opgericht. Een jaar later telde de club al drie elftallen. Tijdens de oorlog sneuvelden een aantal spelers. Vorwärts bouwde een rivaliteit op met Wacker 04 dat kortbij gelegen was en speelde net als deze club in de arbeiderscompetitie. In 1928 werden de dorpen Öjendorf, Schiffbek en Kirchsteinbek, die tot dan toe bij Pruisen hoorden, verenigd en deze nieuwe gemeente werd een onderdeel van Hamburg onder de naam Billstedt. Eind jaren dertig deed de club het goed. In 1939 plaatste de club zich voor de eerste ronde van de Tschammerpokal, het equivalent van de huidige DFB-Pokal. De tweedeklasser werd uitgeloot tegen toenmalige topclub Fortuna Düsseldorf en de 6.000 toeschouwers die kwamen opdagen zagen hun club met 1-3 verliezen. Dat jaar maakte de club ook kans op promotie naar de Gauliga Nordmark, maar werd laatste in zijn groep. Na de oorlog kon de club ook niet promoveren naar de hoogste klasse.

### Vorwärts-Wacker
In 1967 moesten beide clubs al in hetzelfde stadion gaan spelen van de stad, maar ze bleven wel zelfstandig. De clubs zakten weg naar de lagere reeksen. De uiteindelijk fusie kwam er pas in 1990. In 1997 promoveerde de club naar de Oberliga, op dat moment nog de vierde klasse. In 2004 degradeerde de club en na een titel in 2008 promoveerde de club. Door de invoering van de 3. Liga werd de Oberliga Hamburg nu de vijfde klasse, waardoor ze eigenlijk geen niveau stegen. Vorwärts-Wacker werd derde laatste en degradeerde meteen weer. In 2011 promoveerde de club terug, maar moest na één seizoen weer een stap terugzetten. In 2017 promoveerde de club opnieuw, maar kon het behoud niet verzekeren.

## Eindklasseringen vanaf 1991
| Seizoen | Competitie                          | Niveau | Eindstand | DFB Pokal | Opmerking                                                                   |
| ------- | ----------------------------------- | ------ | --------- | --------- | --------------------------------------------------------------------------- |
| 1990/91 | Landesliga Hansa                    | V      | 10        | --        |                                                                             |
| 1991/92 | Landesliga Hansa                    | V      | 2         | --        |                                                                             |
| 1992/93 | Verbandsliga Hamburg                | IV     | 14        | --        |                                                                             |
| 1993/94 | Landesliga Hansa                    | V      | 3         | --        |                                                                             |
| 1994/95 | Verbandsliga Hamburg                | V      | 9         | --        | invoering Oberliga Nord                                                     |
| 1995/96 | Verbandsliga Hamburg                | V      | 6         | --        |                                                                             |
| 1996/97 | Verbandsliga Hamburg                | V      | 1         | --        |                                                                             |
| 1997/98 | Oberliga Hamburg/Schleswig-Holstein | IV     | 14        | --        | finalist Hamburger Pokal > FC St. Pauli amateurs: 0-4                       |
| 1998/99 | Oberliga Hamburg/Schleswig-Holstein | IV     | 9         | --        |                                                                             |
| 1999/00 | Oberliga Hamburg/Schleswig-Holstein | IV     | 10        | --        |                                                                             |
| 2000/01 | Oberliga Hamburg/Schleswig-Holstein | IV     | 7         | --        |                                                                             |
| 2001/02 | Oberliga Hamburg/Schleswig-Holstein | IV     | 8         | --        |                                                                             |
| 2002/03 | Oberliga Hamburg/Schleswig-Holstein | IV     | 14        | --        |                                                                             |
| 2003/04 | Oberliga Hamburg/Schleswig-Holstein | IV     | 15        | --        |                                                                             |
| 2004/05 | Verbandsliga Hamburg                | V      | 15        | --        |                                                                             |
| 2005/06 | Landesliga Hansa                    | VI     | 13        | --        |                                                                             |
| 2006/07 | Landesliga Hansa                    | VI     | 6         | --        |                                                                             |
| 2007/08 | Landesliga Hansa                    | VI     | 1         | --        |                                                                             |
| 2008/09 | Oberliga Hamburg                    | V      | 16        | --        |                                                                             |
| 2009/10 | Landesliga Hansa                    | VI     | 2         | --        | promotie play-off > SV Rugenbergen: 0-0 (3-4 n.s.)                          |
| 2010/11 | Landesliga Hansa                    | VI     | 2         | --        | finalist Hamburger Pokal > Eimsbütteler TV: 0-1                             |
| 2011/12 | Oberliga Hamburg                    | V      | 17        | --        |                                                                             |
| 2012/13 | Landesliga Hansa                    | VI     | 10        | --        |                                                                             |
| 2013/14 | Landesliga Hansa                    | VI     | 11        | --        |                                                                             |
| 2014/15 | Landesliga Hansa                    | VI     | 4         | --        |                                                                             |
| 2015/16 | Landesliga Hansa                    | VI     | 12        | --        |                                                                             |
| 2016/17 | Landesliga Hansa                    | VI     | 2         | --        | promotie play-off > Hamburger SV III: 2-1                                   |
| 2017/18 | Oberliga Hamburg                    | V      | 18        | --        |                                                                             |
| 2018/19 | Landesliga Hamburg#Hansa            | VI     | 8         | --        |                                                                             |
| 2019/20 | Landesliga Hamburg#Hansa            | VI     | 4         | --        | competitie afgebroken i.v.m. coronapandemie.                                |
| 2020/21 | Landesliga Hamburg#Hansa            | VI     | --        | --        | competitie afgebroken i.v.m. coronapandemie. Er wordt geen stand opgemaakt. |
| 2021/22 | Landesliga 2                        | VI     | 6         | --        |                                                                             |
| 2022/23 | Landesliga Hamburg#Hansa            | VI     | 5         | --        |                                                                             |
| 2023/24 | Landesliga Hamburg#Hansa            | VI     | 1         | --        | Ligatopscorer: Ian Prescott Claus (33)                                      |
| 2024/25 | Oberliga Hamburg                    | V      | 8         | --        |                                                                             |
| 2025/26 | Oberliga Hamburg                    | V      | .         | --        |                                                                             |